# Белятичи
Белятичи (укр. Білятичі) — село, входит в Любиковичский сельский совет Сарненского района Ровненской области Украины.
Население по переписи 2001 года составляло 469 человек. Почтовый индекс — 34510. Телефонный код — 3655. Код КОАТУУ — 5625484402.

## Местный совет
34510, Ровненская обл., Сарненский р-н, с. Любиковичи, ул. Перецелья, 1.